# Jewgienij Szaposznikow (wojskowy)
Jewgienij Iwanowicz Szaposznikow (ros. Евгений Иванович Шапошников; ur. 3 lutego 1942 w obwodzie rostowskim, zm. 8 grudnia 2020 w Moskwie) – rosyjski wojskowy, od 1991 roku marszałek lotnictwa, później menedżer.

## Życiorys
Absolwent Wojskowej Akademii Lotniczej im. Jurija Gagarina oraz Akademii Sztabu Generalnego Sił Zbrojnych ZSRR im. Klimenta Woroszyłowa. Od 1987 do 1988 dowódca lotnictwa wojskowego Grupy Wojsk Radzieckich w Niemczech. Od 1988 do 1990 I zastępca dowódcy wojsk lotnictwa. Od 1990 do 1991 dowódca tych wojsk i wiceminister obrony ZSRR. Od sierpnia 1991 do grudnia 1991 roku piastował stanowisko Ministra Obrony ZSRR. Od 1991 do 1992 naczelny dowódca Sił Zbrojnych Wspólnoty Niepodległych Państw. Od 1992 do 1993 naczelny dowódca Zjednoczonych Sił Zbrojnych WNP, a równocześnie dowódca sił strategicznych WNP. W 1993 sekretarz Rady Bezpieczeństwa Federacji Rosyjskiej.
Od stycznia 1994 przedstawiciel prezydenta Borysa Jelcyna w „Roswoorużenije” – państwowej kompanii eksportowej i importowej uzbrojenia i wojskowego sprzętu technicznego. Od listopada 1995 do marca 1997 dyrektor generalny linii lotniczych Aerofłot.
Pochowany na Cmentarzu Trojekurowskim w Moskwie.